# Peroxyde de dilauroyle
Le peroxyde de dilauroyle ou peroxide de lauroyle est un composé organique de formule (C11H23CO2)2. C'est le peroxyde symétrique de l'acide laurique.
Il est utilisé comme agent de blanchiment, agent de séchage pour graisses, huiles et cires, et comme catalyseur de polymérisation.
Il est produit en faisant réagir du chlorure de lauroyle avec du peroxyde d'hydrogène en présence d'une base forte : 
2 C11H23COCl + H2O2 + 2 NaOH → (C11H23CO2)2 + 2 HCl